# Eva Menasse

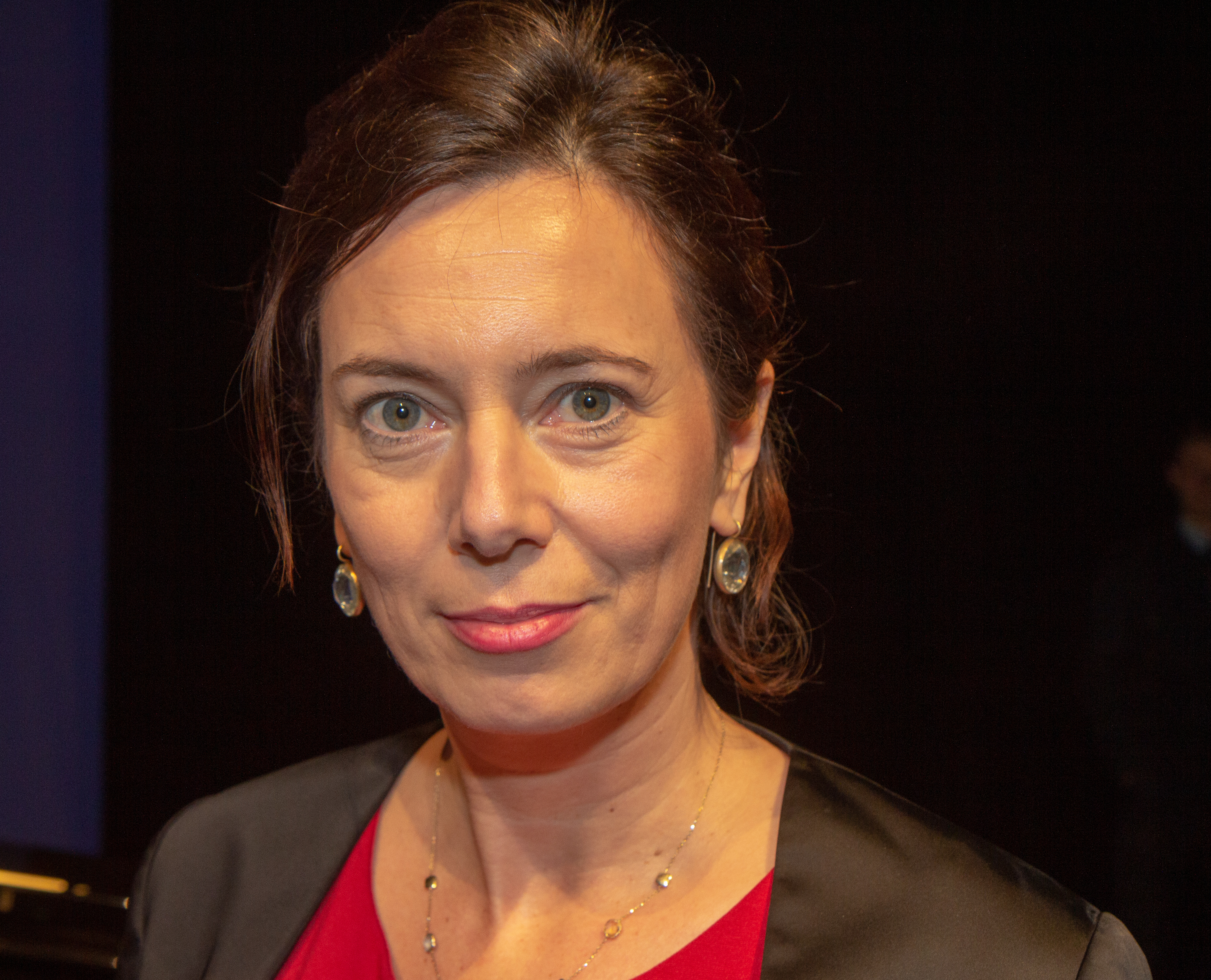
Eva Menasse, 2019

Eva Menasse (* 11. Mai 1970 in Wien) ist eine österreichische Schriftstellerin und ehemalige Journalistin. Zusammen mit Deniz Yücel war sie bis zum 2. November 2024 Sprecherin des am 10. Juni 2022 gegründeten PEN Berlin.

## Leben
Sie ist die Tochter des Fußballspielers Hans Menasse und Halbschwester des Schriftstellers Robert Menasse. Nach der Matura am Gymnasium Kundmanngasse mit 18 Jahren begann sie im Herbst 1988 parallel zum Studium der Germanistik und Geschichte für das Wiener Nachrichtenmagazin Profil zu arbeiten. 
Später war sie für die Wochenzeitung Format und ab 1999 für das Feuilleton der Frankfurter Allgemeinen Zeitung tätig. Seit 2003 lebt sie in Berlin-Schöneberg. 2010 hielt sie bei der Verleihung des Hölderlin-Preises an Georg Kreisler die Laudatio, desgleichen bei der Verleihung des Friedenspreises des Deutschen Buchhandels an Margaret Atwood im Oktober 2017.
Eva Menasse war mit dem Schriftsteller Michael Kumpfmüller verheiratet und hat mit ihm einen Sohn.

## Politisches Engagement
Im Bundestagswahlkampf 2005 schloss Eva Menasse sich der von Günter Grass initiierten Wahlinitiative zugunsten der damaligen rot-grünen Regierung an. Im Vorfeld der Bundestagswahl 2017 unterstützte sie die SPD und deren Kanzlerkandidaten Martin Schulz.
Menasse gehört zu den Unterstützern der Charta der Digitalen Grundrechte der Europäischen Union, die Ende November 2016 veröffentlicht wurde.
Bei der Preisbegründung zur Verleihung des Ludwig-Börne-Preises 2019 in der Frankfurter Paulskirche an Eva Menasse wurde ihre „Unbestechlichkeit“ hervorgehoben.
Menasse gehört zu den Unterzeichnern der Jerusalemer Erklärung zum Antisemitismus von 2021. Sie bezeichnete die BDS-Kampagne als gescheitert, kritisierte jedoch den BDS-Beschluss des Deutschen Bundestages von 2019.
Sie gehörte im März 2022 zu den 57 Erstunterzeichnern eines Offenen Briefes an Bundeskanzler Olaf Scholz mit dem Appell, schwere Waffen an die Ukraine zu liefern.
Sie war Mitglied des PEN-Zentrums Deutschland. Im Konflikt um den damaligen Präsidenten Deniz Yücel schrieb sie von einem „beschämenden Bild“, das der PEN monatelang abgegeben habe. Sie gehörte zu den Mitgründern der Schriftstellervereinigung PEN Berlin und wurde am 10. Juni 2022 neben Yücel zur Sprecherin gewählt.

## Werke

### Der Holocaust vor Gericht (2000)
Ihre erste Buchveröffentlichung versammelt ihre Reportagen über den im April 2000 in London abgeschlossenen Prozess um den Holocaust-Leugner David Irving.

### Vienna (2005)
2005 erschien Menasses erster Roman Vienna bei Kiepenheuer & Witsch. In zahlreichen Anekdoten, die manchmal an Friedrich Torbergs Tante Jolesch erinnern, erzählt sie die fiktionalisierte Geschichte ihrer teils katholischen, teils jüdischen Verwandtschaft. Der damals in der Frankfurter Allgemeinen Zeitung vorabgedruckte Roman wurde von den einschlägigen deutschen Medien überwiegend positiv, von den österreichischen eher kritisch rezensiert. Im Herbst 2005 stand er in Deutschland und in Österreich auf den Bestseller-Listen. Im April 2005 rangierte das Buch auf Platz 1 der ORF-Bestenliste. Eva Menasse erhielt für Vienna den Rolf-Heyne-Debütpreis 2005.

### Dunkelblum (2021)
„Ich wollte keinen historischen Roman schreiben, sondern eine paradigmatische Menschheitsgeschichte“, sagt die Autorin im Radio-Interview und bewertet damit die Ereignisse im österreichischen Rechnitz zur Folie für den engen Zusammenhang von NS-Verbrechen und Nachkriegs-Erinnerungskultur. In der burgenländischen Kleinstadt wurden im März 1945 über hundert jüdische Zwangsarbeiter getötet und in ein bis heute nicht lokalisiertes Massengrab geworfen. In der literarischen Aufarbeitung geht es aber nicht um die kriminalistische Klärung der Sachverhalte, sondern durch die Verdichtung ins fiktive ‚Dunkelblum‘ eröffnet sich die Möglichkeit, grundsätzlichere menschliche Verwerfungen zu schildern. Zu diesen gehören die Konflikte um das Verdrängen und Bekämpfen von Versuchen eines angemessene Gedenkens, dies wird auf der Erzählebene der Jetztzeit ausgebreitet. Ein Amerikaner kommt an die österreichisch-ungarische Grenze. Er hofft nach dem Ende des Kalten Krieges endlich auf Aufklärung zum Schicksal seiner Angehörigen und auf die Identifikation des Massengrabes, um auch persönlich gedenken zu können. Er stellt unangenehme Fragen. Wie auch die Wiener Studierenden, die gegen den Willen der Einwohner den vernachlässigten jüdischen Friedhof instand setzen wollen. Das Massaker reicht damit in die Gegenwart hinein. „Mir ging es um die Darstellung der Gruppe und ihre Dynamik über die Jahrzehnte, nachdem so etwas geschehen ist“, so Eva Menasse, „mir geht es darum, was das mit einer Gemeinschaft macht, mit einer kleinen Stadt, wo jeder jeden kennt, wo jeder ungefähr weiß, wie der andere drauf ist, oder auf welcher Seite er stand im Zweiten Weltkrieg, ob er eher ein Nazi war oder ein Kommunist, oder ein Mitläufer oder vielleicht sogar ein Jude, wie der, der den kleinen Kaufmannsladen betreibt.“ Für die Rezensentin Sigrid Löffler wird damit Dunkelblum zum „bösen österreichischen Anti-Heimatroman“, aber auch zum „sozialen Wimmelbild“.
Rezensent Sacha Batthyany, der ein Buch über eine am Massaker von Rechnitz mitschuldige Großtante veröffentlicht hat, sieht in der NZZ am Sonntag ein Epos „über die Wucht der vergangenen hundert Jahre in Österreich und darüber, was diese Zeit für Wunden in den Seelen der Menschen hinterliess“ – einen „wortgewaltigen Anti-Heimatroman ganz in der Tradition anderer Werke österreichischer Autoren, die grobkörniges Salz in ebenjene offenen Wunden streuen und mit grosser Lust dabei zusehen, wie alles gärt und poppt und platzt“.
Rezensent Ijoma Mangold lobt in der Zeit besonders die Sprache, „eine Art literarisches Traum-Österreichisch“. Die Sprache sei Menasses „Schlüssel zu den Köpfen der Protagonisten“. Der Dialekt lasse alles, „auch die gruseligsten Monstrositäten, irgendwie ganz verständlich klingen“. Eva Menasse habe sich des historischen Vorbilds bedient, „um das – man muss es so düster sagen – menschliche Universale daran herauszuarbeiten“. Menasse entgehe außerdem der „Gefahr, aus der komfortablen Position der Nachgeborenen gewissermaßen von oben nach unten zu erzählen“. Für Ijoma Mangold insgesamt ein „Geniestreich“.
Im Mai 2023 wurde eine Dramatisierung des Romanes am Landestheater Niederösterreich in einer Fassung von Anita Buchart und Julia Engelmayer unter der Regie von Sara Ostertag uraufgeführt.

## Werkübersicht (Auswahl)

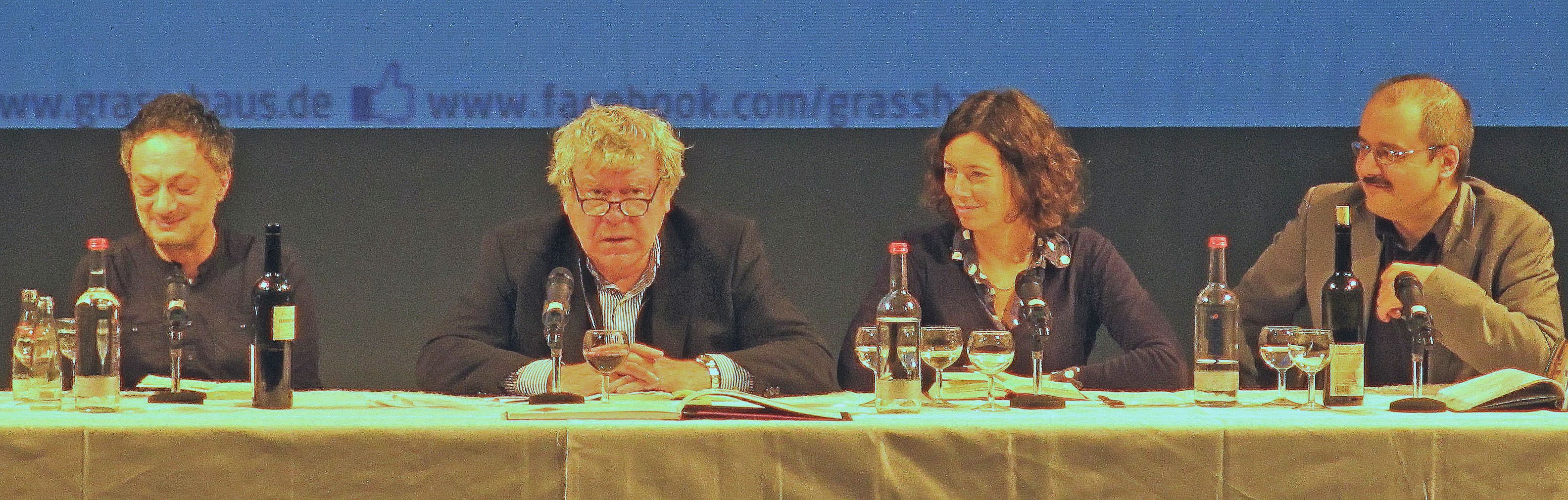
Eva Menasse bei einer Lesung aus Anlass des Lübecker Literaturtreffens 2013 im Theater Lübeck mit Feridun Zaimoglu, Tilman Spengler und Sherko Fatah (von links)

- Die letzte Märchenprinzessin (zusammen mit Elisabeth und Robert Menasse, Illustrator Gerhard Haderer). Suhrkamp, Frankfurt am Main 1997, ISBN 978-3-518-40950-3.
- Der mächtigste Mann (zusammen mit Elisabeth und Robert Menasse, Illustrator Rudi Klein). Deuticke Verlag, Wien 1998, ISBN 978-3-216-30461-2.
- Der Holocaust vor Gericht. Der Prozess um David Irving. Siedler Verlag, Berlin 2000, ISBN 978-3-88680-713-0.
- Vienna. Kiepenheuer & Witsch, Köln 2005, ISBN 978-3-462-03465-3.
- Lässliche Todsünden, Erzählungen. Kiepenheuer & Witsch, Köln 2009, ISBN 978-3-462-04127-9.
- Wien. Küss die Hand, Moderne. Corso, Hamburg 2011, ISBN 978-3-86260-018-2
- Quasikristalle,[22] Roman. Kiepenheuer & Witsch, Köln 2013, ISBN 978-3-462-04513-0.
- Lieber aufgeregt als abgeklärt,[23] Essays. Kiepenheuer & Witsch, Köln 2015, ISBN 978-3-462-04729-5.
- Heimito von Doderer. Deutscher Kunstverlag, München/Berlin 2016, ISBN 978-3-422-07351-7.
- Tiere für Fortgeschrittene. Kiepenheuer & Witsch, Köln 2017, ISBN 978-3-462-04791-2.
- Fürchtet euch nicht! Versuch über unsere Ängste. 4. Kamenzer Rede in St. Annen, Kamenz 2017, ISBN 978-3-9817-103-2-8.
- Gedankenspiele über den Kompromiss. Literaturverlag Droschl, Graz/Wien 2020, ISBN 978-3-99059-066-9.
- Geborgen am Busen der Musen. Früher oder später bekommt das Museum uns alle. Ein Essay über diesen heiligen und Wunderort. In: Parcours (Bayerische Staatsgemäldesammlungen), 2020, S. 34–37.
- Dunkelblum, Roman. Kiepenheuer & Witsch, Köln 2021, ISBN 978-3-462-04790-5.[24]
- Roman und Raum: Wie sich Zeit erzählen lässt. Tübinger Poetik-Dozentur 2021 (zusammen mit Thomas Hettche, hg. v. Dorothee Kimmich und Philipp A. Ostrowicz). Swiridoff, Künzelsau 2022, ISBN 978-3-89929-435-4.
- Alles und nichts sagen. Vom Zustand der Debatte in der Digitalmoderne. Kiepenheuer & Witsch, Köln 2023, ISBN 978-3-462-00059-7.[25]

Eva Menasses Werke wurden unter anderem ins Englische, Französische, Italienische, Niederländische und Hebräische übersetzt.

## Preise und Ehrungen
- 2005: Rolf Heyne Debütpreis
- 2013: Gerty-Spies-Literaturpreis
- 2013: Heinrich-Böll-Preis[26]
- 2014: Literaturpreis Alpha[27]

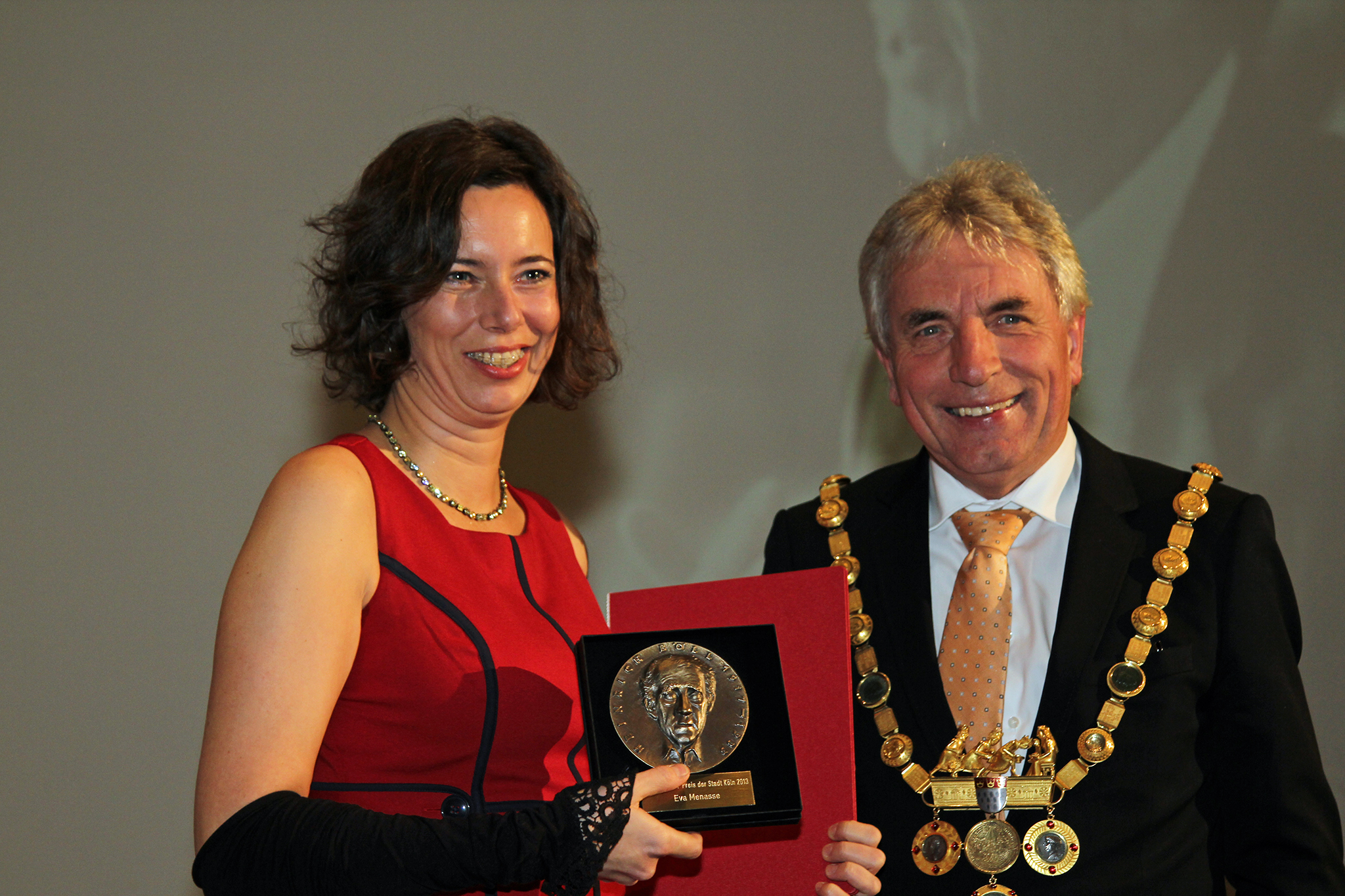
Heinrich-Böll-Preis 2013, überreicht von Jürgen Roters

- 2015: Villa-Massimo-Stipendium der Deutschen Akademie Rom
- 2015: Jonathan-Swift-Preis[28]
- 2017: Friedrich-Hölderlin-Preis der Stadt Bad Homburg[29]
- 2017: Österreichischer Buchpreis für Tiere für Fortgeschrittene[30]
- 2019: Mainzer Stadtschreiberin[31][32]
- 2019: Ludwig-Börne-Preis[33]
- 2020: LiteraVision – Fernsehpreis der Landeshauptstadt München[34]
- 2021: Tübinger Poetikdozentur mit Thomas Hettche[35]
- 2021: Bruno-Kreisky-Preis für das politische Buch – Hauptpreis für Dunkelblum[36]
- 2022: Jakob-Wassermann-Literaturpreis der Stadt Fürth[37]